# ستيفن بارتون
ستيفن بارتون (بالإنجليزية: Stephen Barton)‏ هو ملحن بريطاني، ولد في 17 سبتمبر 1982 في برستون في المملكة المتحدة.

## وصلات خارجية
- الموقع الرسمي
- ستيفن بارتون على موقع IMDb (الإنجليزية)
- ستيفن بارتون على موقع ميوزك برينز (الإنجليزية)
- ستيفن بارتون على موقع أول ميوزيك (الإنجليزية)
- ستيفن بارتون على موقع ديسكوغز (الإنجليزية)
- ستيفن بارتون على موقع قاعدة بيانات الفيلم (الإنجليزية)